# Preben Isaksson
Preben Isaksson (Copenaghen, 22 gennaio 1943 – Greve, 27 dicembre 2008) è stato un pistard danese.

## Palmarès

### Olimpiadi
- 1 medaglia:
  - 1 bronzo (Tokyo 1964 nell'inseguimento individuale)

### Mondiali
- 3 medaglie:
  - 1 argento (Milano 1962 nell'inseguimento a squadre)
  - 2 bronzi (Rocourt 1963 nell'inseguimento a squadre; San Sebastián 1965 nell'inseguimento individuale)